# Tolkien Genootschap Unquendor
Het Tolkien Genootschap Unquendor is een vereniging die zich bezighoudt met het bevorderen van de interesse voor het werk van J.R.R. Tolkien.

## Oprichting
Het genootschap werd in maart 1981 in Amsterdam opgericht door Nederlandse Tolkienfans. Op 22 september dat jaar werd in Voorburg de officiële oprichtingsvergadering gehouden. Dat is de geboortedag van Bilbo en Frodo Balings, twee personages uit het legendarium van Tolkien. Het genootschap werd 'Unquendor' genoemd, naar het Quenya, een van de door Tolkien ontwikkelde elfentalen. 'Unque’ staat voor holte en ‘ndor’ staat voor land, oftewel: ‘Holteland’. In de jaren ‘60 van de 20e eeuw ontstond in Amerika een ware campuscultus onder studenten rond Tolkien, nadat in 1954-’55 zijn magnum opus ‘The Lord of the Rings‘ uitkwam. In Engeland werd dit met scepsis bekeken en als reactie stichtte de fantasy-auteur Vera Chapman in 1969 de Tolkien Society. Het doel was het werk van J.R.R. Tolkien serieus te bestuderen. Tolkien steunde Chapmans initiatief en hij stemde ermee in 'honorary president in perpetuo' van de Tolkien Society te worden.

## Doelen
Het genootschap heeft drie doelen:
- Het bevorderen van interesse in het werk van J.R.R. Tolkien
- Het bijeenbrengen van belangstellenden om van gedachten te wisselen over het werk van J.R.R. Tolkien
- Een centrum van gezelligheid zijn

## Bestudering van het werk van Tolkien
Er zijn grofweg twee manieren om naar Tolkiens werken te kijken, die bij Unquendor beide gehanteerd worden:
- Ardalogisch: puur gericht op de bestudering van de inhoud van Tolkiens mythologie. Uitgegaan wordt van de door Tolkien zelf (in de Proloog van In de Ban van de Ring) in het leven geroepen fictie dat Midden-aarde echt bestaan heeft en Tolkien daarvan overgeleverde manuscripten vertaald heeft, die geschiedkundig bestudeerd kunnen worden.
- Tolkienistisch: uitgaande van Tolkien als persoon, vooraanstaand fantasy-auteur en academicus. Daaronder valt ook het zoeken naar de invloeden van bestaande mythologieën en andere auteurs op Tolkien, e.d., en het letterkundig bestuderen van zijn werken als product daarvan.

## Tolkienwinkel
In de jaren 90 is uit Unquendor ook de Tolkienwinkel afgesplitst gezien commerciële activiteiten en fiscale verplichtingen (omzetbelasting) niet bij een ideëele vereniging passen.

## Structuur
Van acht leden bij oprichting groeide het ledental van Unquendor gestaag, met als hoogtepunt de tijd van de verfilming van The Lord of the Rings door regisseur Peter Jackson aan het begin van de 21e eeuw. Toen telde het genootschap bijna 300 leden. In deze periode ontstond ook The Fellowship, een internet gemeenschap van Nederlandstalige liefhebbers van de films. Deze gemeenschap organiseerde ook fysieke bijeenkomsten. Nadat een server was beschadigd en er geen reservekopie voorhanden bleek werd de gemeenschap opgeheven. Een paar jaar is daarna een kleinere gemeenschap doorgegaan (Fellowstuff) maar ook deze verdween.
Na het hoogtepunt van deze film trilogie liep het aantal leden terug naar rond de 225. Hoewel Unquendor van oorsprong vanuit een literaire belangstelling opgericht werd, is er meer aandacht gekomen voor andere verschijnselen rondom Tolkien, zoals films, muziek, kleding, illustraties en (computer)spellen. Zo hebben leden re-enactment-groep Ennorandirrim opgericht, met als doel het zo realistisch mogelijk weergeven van Midden-aarde met kostuums, decor en acteren, waarbij getracht wordt alle aspecten zo traditioneel mogelijk na te maken. De groep is verbonden met Unquendor, maar staat op eigen benen. Dat maakt Unquendor niet alleen interessant voor lezers van zijn boeken, maar ook voor mensen met interesse voor Arda en Midden-aarde.
De nieuwe Amazon televisieserie die in 2022 van start ging, The Rings of Power, heeft geen noemenswaardige invloed gehad op Unquendor. Wel heeft het, zoals wereldwijd, tot sterke meningsverschillen geleid binnen de vereniging.

## Activiteiten
Behalve de jaarlijkse verplichte Algemene (Leden) Vergadering organiseert het genootschap in de zomerperiode het Slotfeest (weekeinde-bijeenkomst met een thema), in september de Hobbitdag (ter gelegenheid van de oprichtings- en geboortedag van Bilbo en Frodo Balings), het Joelfeest aan het eind van het jaar en eens in de vijf jaar het Lustrumfeest, dat groots gevierd wordt en waarop ook buitenlandse Tolkien genootschappen en internationale bezoekers afkomen. Vier à vijf keer per jaar verschijnt het tijdschrift Lembas, met artikelen, verslagen en foto's. Incidenteel wordt er een bundel met voornamelijk Engelstalige artikelen uitgegeven: ‘Lembas Extra’. Verder zijn er, verspreid over heel het land, zogenaamde ‘herbergen’. Dit zijn initiatieven van leden die bijvoorbeeld hun huis openstellen om samen met andere leden bij elkaar te komen om gezamenlijk activiteiten te ontplooien, zoals lezingen, praten of films kijken, waarbij Tolkien centraal staat. Daarnaast maakt Unquendor promotie voor het genootschap en Tolkien, onder andere door aanwezig te zijn op fantasy-gerelateerde evenementen.

## Internationale samenwerking
Unquendor werkt nauw samen met het Vlaamse Fantasy (met een nadruk op Tolkien) genootschap Elanor. Unquendor werkt ook zo nu en dan samen met de de Duitse "Tolkien Gesellschaft". De banden met de Britse Tolkien Society en Scandinavische verenigingen zoals Arthedain en Forodrim zijn met name gebaseerd op de Oxonmoot (ieder jaar in september in Oxford, Engeland) en in het verleden bij Nordic Tolkien Festivals. Bij de lustra bijeenkomsten (iedere vijf jaren) zijn vaak internationale sprekers (zoals hoogleraren, schrijvers) in het Tolkien vakgebied de hoofdgast.